# Углово (местечко, Всеволожский район)
Угло́во — местечко в Романовском сельском поселении Всеволожского района Ленинградской области.

## История
ВЕРНИЦА — посёлок арендаторов при земской дороге 6 дворов, 16 м. п., 18 ж. п., всего 34 чел. (1896 год)

В конце XIX — начале XX века посёлок административно относился к Рябовской волости 3-го земского участка 2-го стана Шлиссельбургского уезда Санкт-Петербургской губернии.
По данным «Памятной книжки Санкт-Петербургской губернии» за 1905 год посёлок Верницы входил в Угловское сельское общество.
На «Карте района манёвров» 1913 года в посёлке обозначен фазанник, принадлежавший помещику В. П. Всеволожскому.

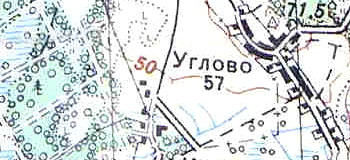
Местечко и деревня Углово на карте 1939 года

По данным 1966 года местечко Углово в составе Всеволожского района не значилось.
По данным 1973 года местечко Углово входило в состав Щегловского сельсовета.
С 23 октября 1989 года местечко Углово находилось в составе Романовского сельсовета.
В 1997 году в местечке  Углово Романовской волости проживали 67 человек, в 2002 году — 57 человек (русские — 87%), в 2007 году — 84.

## География
Находится в центральной части района к северу от автодороги 41К-064 «Дорога жизни» (Санкт-Петербург — Морье) и посёлка Романовка.
Расстояние до административного центра поселения 2 км.

## Демография
| 2007 | 2010 | 2017 |
| ---- | ---- | ---- |
| 84   | ↗219 | ↘12  |

### Национальный состав
Согласно данным Всероссийской переписи населения 2021 года в местечке проживали 8 человек, из них русские — 4 человека, остальные национальность не указали.

## Инфраструктура
В местечке расположены: производственно-складской комплекс «Восточный терминал» и база производственно-технического обслуживания и комплектации оборудования ООО «Балтнефтепровод».
Имеются подъездные железнодорожные пути.

## Улицы
Аэродромная, Пилотная.